# Sette e mezzo
Il sette e mezzo è un popolare gioco di carte italiano, classificato fra i giochi d'azzardo.
Per giocare si usa un mazzo di quaranta carte da gioco che possono essere regionali italiane o francesi (da queste ultime vanno tolti gli 8, i 9 e i 10, oltre ai due jolly). Nel mazzo ci sono, quindi, quattro carte di semi diversi per ciascun valore compreso fra asso e 7 più dodici figure.
Il numero ideale di giocatori nel sette e mezzo è di 4-6, ma si può giocare da un minimo di 2 giocatori fino a un massimo di 10-12. Uno dei giocatori è deputato alla funzione di mazziere e di banco. Il ruolo del mazziere non è fisso ma cambia durante il gioco. Tutti gli altri giocatori non competono fra di loro, ma ognuno compete esclusivamente contro il mazziere di turno.

## Regole
Lo scopo del gioco è quello di realizzare il punteggio più alto possibile senza sballare, cioè senza superare i 7 punti e mezzo. Il mazziere deve cercare di eguagliare o superare il punteggio del maggior numero possibile di giocatori senza sballare, riscuote le somme puntate dai giocatori che sballano o totalizzano un punteggio inferiore o uguale al suo e paga ai giocatori che superano il suo punteggio l'equivalente delle somme puntate da tali giocatori. Il punteggio di ciascun giocatore si calcola sommando i punti di tutte le carte che possiede.
- Le carte dall'asso al 7 valgono tanti punti quanto è il loro valore numerico.
- Le figure valgono mezzo punto.
- Il re di denari (o in alcune regioni la donna di cuori o di quadri) viene chiamato matta o jolly e da sola assume il valore di mezzo punto come una figura qualsiasi, mentre accoppiata a un'altra carta può valere mezzo o da 1 a 7 punti interi, a discrezione del giocatore che lo possiede. Sono comuni anche varianti del gioco che prevedono una matta diversa dal re di denari o di quadri o che stabiliscono che la matta debba assumere un punteggio obbligatoriamente da 1 a 7, escludendo dunque il mezzo punto. Se il giocatore non dichiara esplicitamente che valore vuole assegnargli, il re di denari vale 7.

Il 7 e mezzo realizzato con due sole carte dello stesso seme (un sette e una figura oppure la matta e una figura) è detto sette e mezzo reale, sette e mezzo legittimo o sette e mezzo d'emblée. Il giocatore che realizza questo punteggio riceve dal banco una somma pari al doppio della posta e diventa mazziere alla mano successiva. Se più giocatori fanno sette e mezzo reale nella stessa mano, tutti loro saranno pagati il doppio, e il banco passerà al giocatore che possiede il sette e mezzo più alto in base posizioni elencate, nel seguente ordine:
1. quadri o denari;
2. cuori o coppe;
3. picche o spade;
4. fiori o bastoni;

Quadri, cuori, picche, fiori (per aiutare i principianti si usa Come quando fuori piove: cuori quadri fiori picche). Se è il mazziere a fare sette e mezzo reale, egli riscuote una posta doppia da tutti i giocatori, tranne da quelli che hanno fatto a loro volta sette e mezzo reale o che hanno sballato, dai quali riscuote una posta semplice, e non deve cedere il banco a meno che gli altri giocatori non abbiano un sette e mezzo di valore più alto. Se uno dei giocatori realizza il sette e mezzo reale avendo la Matta e una figura dello stesso seme (es. regina di cuori più una figura dello stesso seme), il mazziere vince solo se realizza a sua volta un sette e mezzo reale usando solo due carte, quindi un sette e una figura dello stesso seme e il banco passa a chi possiede il sette e mezzo più alto; se il mazziere realizza un sette e mezzo utilizzando più di due carte, si dice che è illegittimo e può battere tutti gli altri sette e mezzo anche se fatti con due carte o con la Matta.

## Svolgimento
Prima di iniziare, si sceglie la puntata minima e massima che ogni giocatore può effettuare ad ogni mano e si sorteggia quale dei giocatori farà il mazziere nella prima. All'inizio della mano il mazziere distribuisce una carta coperta a ciascun giocatore; il gioco inizia, quindi, dal giocatore seduto alla destra del mazziere e procede in senso antiorario.
A turno, ciascun giocatore effettua le seguenti operazioni:
- Punta quanto deciso dal gruppo, poi guarda la propria carta.
- pone la somma corrispondente sopra la carta coperta o davanti a sé. Si può decidere di chiedere carte con una cifra e fermarsi con un'altra; di solito ciò si fa con le carte di valore alto. Se si sballa si danno i soldi e la carta chiamata ma non la carta coperta.
- Se lo vuole, può richiedere altre carte per migliorare il proprio punteggio. Tutte le carte successive alla prima vengono date scoperte una per volta, fino a quando il giocatore continua a richiederne.
- Se un giocatore sballa o realizza 7 e mezzo, deve farlo notare immediatamente scoprendo anche la prima carta ricevuta. Quando si sballa, la posta viene subito ritirata dal banco, in caso contrario il gioco procede e il turno passa al giocatore successivo.

Dopo che tutti i giocatori hanno fatto il loro gioco, il mazziere scopre la propria carta e decide se prenderne altre.
Se il mazziere sballa, paga alla pari tutte le puntate dei giocatori ancora in gioco. In caso contrario, tutti scoprono le proprie carte e confrontano il proprio punteggio con quello del mazziere. Ciascun giocatore cede, quindi, la propria posta al banco o ne incassa l'equivalente secondo le regole del gioco. Con il sette e mezzo reale la posta viene raddoppiata.
Se il sette e mezzo viene pagato doppio, dà diritto di diventare mazziere al primo giocatore che lo realizza; in caso contrario il mazziere tiene il banco fino all'esaurimento delle carte nel mazzo, dopodiché il banco passa al giocatore seduto alla sua destra.
In alcune varianti di gioco se uno o più giocatori possiedono come prima carta o ricevono da una chiamata un 3 o un 4 hanno la possibilità di "bruciare" la loro carta all'inizio del gioco, ossia mostrarla al banco che dovrà prenderla e annullarla cedendo ai giocatori un'altra carta. Il giocatore non è obbligato a bruciare sempre i 3 o i 4, ma nel caso in cui lo volesse fare può autonomamente agire in tale maniera poiché ha la libertà di bruciare tali carte ogni volta che vuole.
Sta a discrezione dei giocatori decidere se attuare o meno questa variante, ma è consigliabile accordarsi prima di iniziare la partita.
In altre varianti sono in vigore alcune regole opzionali:
- se si riceve come prima carta un 4, si può scegliere se cambiare carta o tenere il 4, a proprio piacimento. In alcuni dialetti dell'Italia meridionale questa carta viene chiamata "barella" (o "barrella") perché graficamente la carta ricorderebbe una portantina, stilizzata, con cui venivano portati via malati o defunti ed era quindi associata alla sfortuna, per questo poteva essere cambiata.
- se si riceve come prima carta un asso, si può scegliere se assegnargli un valore di mezzo punto oppure mantenerne il valore nominale di 1 punto. Se si sceglie di far valere l'asso mezzo punto lo si deve dichiarare e le carte successive vanno date coperte, se invece si mantiene il valore di 1 per l'asso si procede normalmente.

## Tradizione
In alcune regioni d'Italia il sette e mezzo è un gioco tipico del periodo natalizio.

## Varianti
Se la prima carta distribuita dal mazziere è un 4, se ne può chiedere la sostituzione;
Nella zona di Novara viene giocata una variante che prevede il "triplèe": si realizza con due 7, paga triplo e non prende il mazzo. Di conseguenza chi ha 7 più la matta può decidere se far valere la matta come 7 e farsi quindi pagare triplo, oppure se farla valere come mezzo punto (scelta molto più frequente), farsi pagare doppio e prendere il mazzo;

## Cultura
- Il gioco è citato dal cantante Rino Gaetano nel suo brano Nuntereggae più.
- In una pubblicità della birra Nastro Azzurro il gioco viene evidenziato come una caratteristica tipicamente italiana. Nello spot, il protagonista è un giovane statunitense che propone il gioco a Las Vegas (località celebre per il gioco d'azzardo) divenendo famoso e dicendo che la gente locale impazzisce per quel gioco italiano. Il marchio intendeva ribadire lo slogan "c'è più gusto ad essere italiani": il gioco del sette e mezzo è dunque inteso come un chiaro segno d'italianità.